# خواجه‌غیاث
خواجه‌غیاث، روستایی در دهستان بروانان مرکزی بخش مرکزی شهرستان ترکمانچای در استان آذربایجان شرقی ایران است. این روستا، مرکز دهستان بروانان مرکزی است.

## جمعیت
بر پایه سرشماری عمومی نفوس و مسکن در سال ۱۳۹۵، جمعیت این روستا برابر با ۴۲۳ نفر (۱۳۸ خانوار) بوده است.